# Perilampus hedychroides
Perilampus hedychroides is een vliesvleugelig insect uit de familie Perilampidae. De wetenschappelijke naam is voor het eerst geldig gepubliceerd in 1871 door Walker.